# Чертаны (Большие)
Чертаны (Большие Чертаны) — озеро в России. Находится в Первомайском районе Томской области, на правом берегу нижнего течения реки Чичкаюл в районе слияния древней ложбины стока и второй террасы, в междуречье рек Чичкаюл и Улуюл. Тюркское чуртаны / чорталы / чертанлы / чортанлыг означает «щучье» (тат. чуртан — щука, щучий). Озеро округлой формы, примерно 2 километра в диаметре. Преобладающие глубины 2—3 метра. Площадь водоёма 3,9318 квадратных километров (393,18 гектаров). Одно из крупнейших озёр в районе, наряду с озером Щучье. Обитают речной окунь и щука.
Озеро находится на территории Государственного зоологического заказника областного значения «Октябрьский». Площадь заказника 265,32 квадратных километра (26 532 гектаров). На территории заказника также находятся озеро Светлое и три безымянных озера. Это естественный природный резерват для восстановления численности глухаря. Основные объекты особой охраны — глухарь и места его обитания.
Озеро является ключевой орнитологической территорией (КОТР) федерального значения. Имеет большое значения для остановки птиц во время сезонных миграций (лебедь-кликун, малый лебедь и другие виды). Зарегистрированы чернозобая гагара, большой крохаль, скопа, большой подорлик и вертлявая камышовка.